# Martin Borthen
Martin Luther Borthen (Kristiansund, Møre og Romsdal, 13 d'agost de 1878 - Bergen, Hordaland, 25 de març de 1964) va ser un regatista noruec que va competir a començaments del segle xx.
El 1920 va prendre part en els Jocs Olímpics d'Anvers, on va guanyar la medalla d'or en els 12 metres (1919 rating) del programa de vela, a bord del Heira II.